# Poliodestra tetragona
Poliodestra tetragona är en fjärilsart som beskrevs av Paul Mabille. Poliodestra tetragona ingår i släktet Poliodestra och familjen nattflyn. Inga underarter finns listade i Catalogue of Life.